# SN 1980E
SN 1980E – niepotwierdzona supernowa odkryta 18 kwietnia 1980 roku w galaktyce A131942+3414. W momencie odkrycia miała maksymalną jasność 16,00m.